# Muhammad Sayyid Tantawi
Muḥammad Sayyid Ṭanṭāwī (in arabo محمد سيد طنطاوى‎?) noto come Shaykh Ṭanṭāwī (Sohag, 28 ottobre 1928 – Riyad, 10 marzo 2010) è stato un religioso egiziano.

## Biografia
Dal 1996 era Grande Imam di al-Azhar e sceicco della università di al-Azhar, considerato il centro principale del sunnismo nell'intero mondo islamico.
È scomparso nel 2010 all'età di 81 anni per una crisi cardiaca durante una visita in Arabia Saudita.
Hanno destato grande interesse e scalpore le sue prese di posizione nel 2009, in cui egli dichiarava "estraneo al contesto religioso" l'uso del burqa e del niqab, sottolineando la validità dell'uso del solo hijab.

## Onorificenze
Cavaliere di gran croce dell'Ordine al merito